# جيف جوليان (عداء مراثوني)
جيف جوليان (بالإنجليزية: Jeff Julian) هو عداء مراثوني نيوزيلندي، ولد في 9 أكتوبر 1935 في Taumarunui ‏ في نيوزيلندا.

## وصلات خارجية
- جيف جوليان على موقع أوليمبيديا (الإنجليزية)
- جيف جوليان على موقع اتحاد ألعاب الكومنولث (مؤرشف) (الإنجليزية)